# 木崎良子
木﨑 良子（きざき りょうこ、1985年6月21日 - ）は、日本の陸上競技選手。専門は競歩・中距離走・長距離走・マラソン。ダイハツ工業所属。2021年現在、ダイハツのアドバイザーを務めている。
主な実績に、2012年・ロンドンオリンピック代表（15位）、2013年・世界陸上モスクワ大会4位入賞、2014年・仁川アジア競技大会銀メダリスト、2011年・第3回横浜国際女子マラソン＆2013年・第2回名古屋ウィメンズマラソン各優勝（全て女子マラソン）など。

## 経歴・人物

### 大学卒業・実業団入り後
1985年6月21日、京都府与謝郡与謝野町出身。実父・和夫はかつて順天堂大学在学時、箱根駅伝競走に4年連続4回出場を果たしたランナーである。
京都府立宮津高等学校から佛教大学社会福祉学部社会福祉学科卒業。佛教大学在学中の2007年、タイ王国のバンコクで開催された夏季ユニバーシアード大会に日本代表選手として出場し、陸上競技女子10000mにて2位（32分55秒11）となっている。
大学では、1年次（2004年）から駅伝大会のレギュラーメンバーに入り、特に4年次（2007年）の全日本大学女子選抜駅伝競走大会では1区を走り区間賞を獲得してチームの準優勝に寄与した。
2008年4月にダイハツに入社し、国内企画部に勤務する一方で同社陸上競技部で選手として活動。2010年の日本陸上競技選手権大会では女子10000mで2位、全日本実業団対抗陸上競技選手権大会では女子10,000mで優勝するなど、地道に実績を積み上げた。同年11月のアジア競技大会女子5000m日本代表に選出され8位。

### フルマラソン挑戦
フルマラソンは2010年1月31日の大阪国際女子マラソンが初マラソンだった。23km付近から日本人トップで3位の小崎まり（ノーリツ）等の先頭集団から遅れたものの、2時間27分台の6位に入った。2度目のマラソンは2011年1月30日の大阪国際女子マラソンに2年連続で出場したが、30kmを過ぎて優勝した赤羽有紀子（ホクレン）らについていけず再び失速、5位に留まった。

### マラソン初優勝・ロンドン五輪日本代表初選出
2011年11月20日、2012年8月開催のロンドンオリンピック女子マラソンの国内選考レースとなる、第3回横浜国際女子マラソンでは、3度目のマラソンながらも自ら進退を掛けるレースとして出場。気温20度を超える高温の中、2009年世界陸上ベルリン大会女子マラソン銀メダリスト・前回の第2回横浜国際女子マラソン（2011年2月20日開催）で優勝し同大会2連覇を狙った尾崎好美（第一生命）と、レース終盤までデッドヒートを繰り広げた。ゴール残り2km辺りで先に尾崎がスパートを仕掛け一旦差が開いたが、そこから木崎は徐々に追い上げ、41km地点を過ぎると木崎が尾崎を追い抜いて逆転。ゴールタイムは2時間26分台ながらもマラソン初優勝を果たし、ロンドン五輪の有力候補に名乗りを挙げる。
その後は大阪国際女子マラソン・名古屋ウィメンズマラソンと2大会の結果を待つ身となったが、約4か月が過ぎた翌2012年3月12日、念願のロンドン五輪女子マラソン日本代表へ正式に初選出され、記者会見では感極まり嬉し涙を流していた。

### ロンドンオリンピック・女子マラソン15位でゴール
2012年8月5日、ロンドン五輪女子マラソンに出場したが、25km手前辺りで急激にペースアップした先頭集団についていけずメダル争いから脱落。終盤の35kmを過ぎて、前を走っていた尾崎らをかわし日本女子ではトップだったものの、結果16位（当初）に終わり目標の8位入賞にも遠く及ばなかった（ほか尾崎好美は19位、重友梨佐（天満屋）は79位で日本女子3選手共メダル・入賞はならなかった）。
しかし、ロンドン五輪・女子マラソン開催より3年経過後の2015年11月、ウクライナ陸連は当初5着（ゴール記録は2時間24分32秒）だったタチアナ・ガメラの血液データを蓄積し変化を調べる「生体パスポート」の検査で異常値を示した為、ガメラをドーピング違反と判定。ガメラのロンドン五輪5位入賞の順位・ウクライナ記録をそれぞれ取り消した為、同五輪・女子マラソンの木崎の16着の順位は15位に繰り上がった（他尾崎が18位、重友も78位へそれぞれ繰上げ）。

### マラソン二度目の優勝・世界陸上女子マラソン4位入賞
2013年3月10日、世界陸上モスクワ大会女子マラソン選考会の、第2回名古屋ウィメンズマラソンに出場。レースは終盤までベルハネ・ディババ（エチオピア）、野口みずき（シスメックス）と3人で先頭争いを演じていた。35kmを過ぎて3位だった野口が脱落、40kmの給水地点付近で自らラストスパートを仕掛けると2位のディババも一気に引き離し、2時間23分台の自己ベスト更新をマーク、2度目のマラソン優勝を達成。又選考派遣記録の2時間24分を切った事により、世界陸上モスクワ大会日本代表へ即内定も獲得した。
2013年8月10日に開催された世界陸上モスクワ大会・女子マラソンに出場。気温30度を超える過酷な気象条件の中、レース序盤の5km付近で先頭集団から徐々に離され、8kmの給水地点ではペットボトルが足に当りバランスを崩すアクシデントもあったが、その後はマイペースで追走。12km過ぎで前を走っていた野口みずき（33km付近で途中棄権）を追い越し、その後も落ちていく選手を次々と抜いて追い上げる。結果3位・銅メダル獲得の福士加代子（ワコール）にはあと一歩届かなかったが、4位入賞の好成績でゴールイン。
その世界陸上モスクワ大会から帰国した際に、2012年12月に高校時代からの交際相手の男性と結婚していたことを明らかにしている。
2013年8月27日、男子短距離走の桐生祥秀（当時洛南高等学校3年生）と共に、京都市スポーツ栄誉賞を受賞した。

### アジア大会女子マラソン銀メダル獲得・リオ五輪日本代表ならず
2014年3月9日、名古屋ウィメンズマラソンに大会2連覇を狙って出走したが、マリア・コノワロワ（ロシア）とエレナ・プロコプツカ（ラトビア）らの30km過ぎでのペースアップに対応出来ず優勝争いから脱落。35km過ぎでは早川英里（TOTO）・田中智美（第一生命）からも遅れ日本人3番手へ下がったが、40km手前で二人に追いつき逆転、日本人トップの3位（当初）に食い込んだ（しかし2015年11月、当初首位のコノワロワがドーピング違反により失格判定。2009年以降の記録が抹消された為、優勝はプロコプツカ、2位は木崎にそれぞれ繰り上がった）。
2014年10月2日、仁川アジア競技大会女子マラソンへ金メダル獲得を目指して出場。ユニス・ジェプキルイ・キルワ（バーレーン）と18km手前から二人のデッドヒートが続いたが、35kmを過ぎてキルワのロングスパートについていけず脱落、終盤キルワに追いすがるも13秒差遅れの2位・銀メダル獲得に留まった。当初翌2015年3月8日の名古屋ウィメンズマラソンに3年連続でエントリー、2015年世界陸上北京大会女子マラソン日本代表を目指したが、右座骨と膝裏に痛みが出る怪我により欠場を表明。
2016年3月13日に1年5か月ぶりのフルマラソンとなる、リオデジャネイロオリンピック女子マラソン・国内最終選考会の名古屋ウィメンズマラソンに出場。しかし30Km地点付近、先頭集団がばらけた所でペースアップについていけずに後退。結局10位に終わり、ロンドン五輪に続く2大会連続の五輪女子マラソン日本代表はならなかった。

## 自己記録
- 5000m - 15分35秒12 （2009年4月29日）
- 10000m - 31分38秒71 （2010年7月17日）
- ハーフマラソン - 1時間10分16秒 （2009年3月15日）
- フルマラソン - 2時間23分34秒 （2013年3月10日）

## 主な戦歴
- 2007年 第24回夏季ユニバーシアード大会 10,000m 2位 32分55秒11
- 2010年 第58回全日本実業団対抗陸上競技選手権大会 10,000m 1位 32分16秒40
- 2010年 第16回アジア競技大会 5,000m 8位 15分58秒85

### マラソン全成績
| 年月       | 大会                     | 順位 | 記録          | 備考                                     |
| ---------- | ------------------------ | ---- | ------------- | ---------------------------------------- |
| 2010年1月  | 大阪国際女子マラソン     | 6位  | 2時間27分34秒 | 初マラソン・アジア競技大会選考レース     |
| 2011年1月  | 大阪国際女子マラソン     | 5位  | 2時間29分35秒 | 世界陸上大邱大会選考レース               |
| 2011年11月 | 横浜国際女子マラソン     | 優勝 | 2時間26分32秒 | マラソン初優勝・ロンドン五輪選考レース   |
| 2012年8月  | ロンドンオリンピック     | 15位 | 2時間27分16秒 | 日本女子では最高順位                     |
| 2013年3月  | 名古屋ウィメンズマラソン | 優勝 | 2時間23分34秒 | 自己記録・世界陸上モスクワ大会選考レース |
| 2013年8月  | 世界陸上モスクワ大会     | 4位  | 2時間31分28秒 | 4位入賞                                  |
| 2014年3月  | 名古屋ウィメンズマラソン | 2位  | 2時間25分26秒 | 仁川アジア競技大会選考レース             |
| 2014年10月 | 仁川アジア競技大会       | 2位  | 2時間25分50秒 | 銀メダル獲得                             |
| 2016年3月  | 名古屋ウィメンズマラソン | 10位 | 2時間28分49秒 | リオデジャネイロ五輪選考レース           |